# TVP Kultura
TVP Kultura è un canale televisivo polacco appartenente alla TVP. È nato nel 2005. Trasmette contenuti generalistici con il formato di 16:9.